# Olesia Jermolenko
Olesia Jermolenko (ur. 9 września 1987) – kazachska lekkoatletka specjalizująca się w skoku o tyczce.

## Osiągnięcia
- wielokrotna mistrzyni i rekordzistka kraju

## Rekordy życiowe
- skok o tyczce (stadion) – 4,04 (2009) były rekord Kazachastanu
- skok o tyczce (hala) – 4,10 (2009) były rekord Kazachstanu